# Paul Vilain

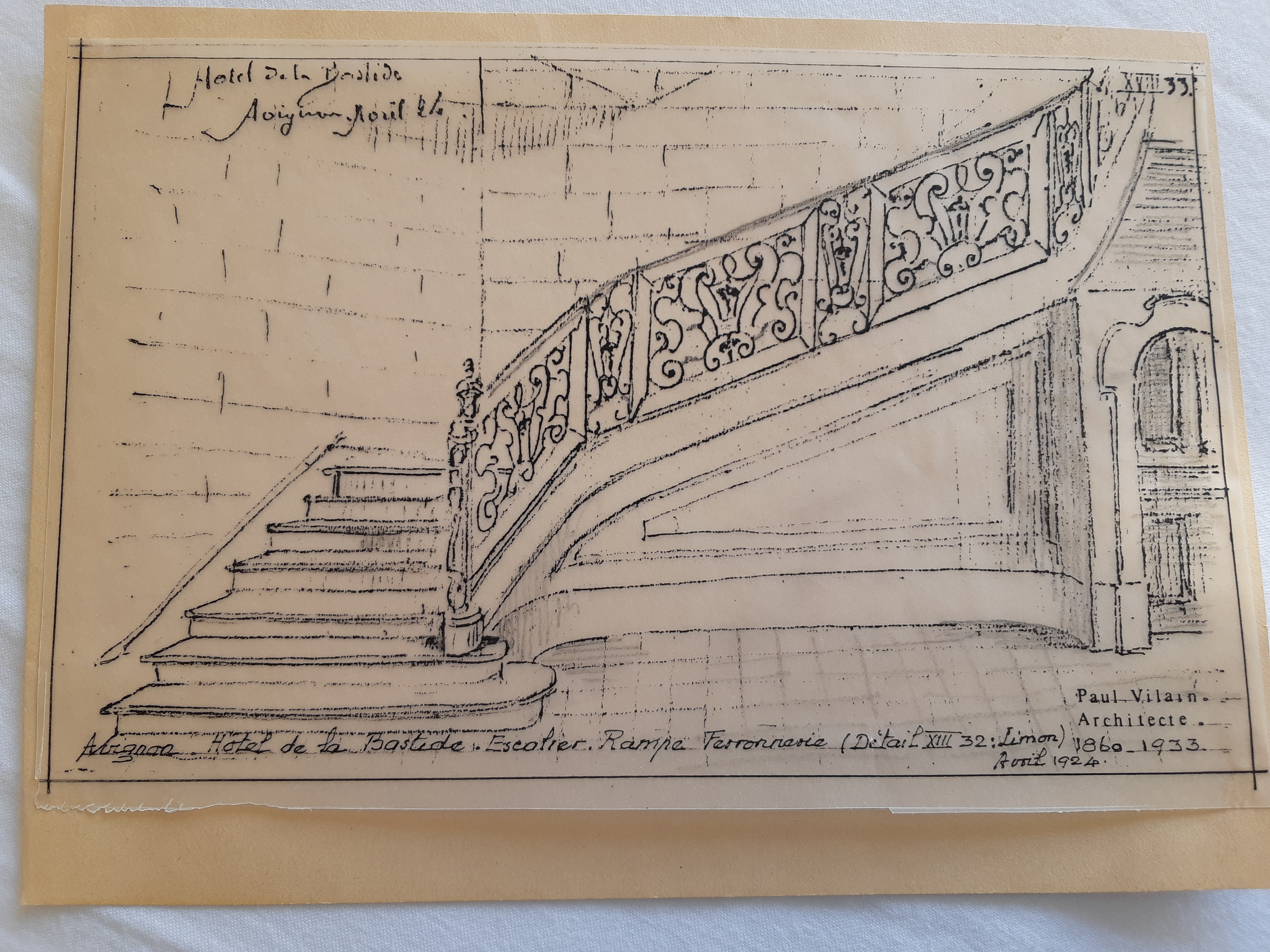

Paul Vilain, né à Calais le 8 août 1860 et mort à Bapaume le 12 septembre 1933, est un architecte français.

## Biographie
Après des études aux écoles des arts Saint-Luc de Lille puis de Gand, Paul Vilain est diplômé d'architecture en 1885. Il dirige alors la construction du couvent des Dames du Saint-Sacrement à Rome avant se s'installer à Lille en 1887 où un cabinet à son nom est connu au 24, rue Catel-Béghin. Fervent catholique, il est choisi par le conseil d'administration de la Treille pour succéder à Charles Leroy à la direction du chantier de construction de la cathédrale Notre-Dame-de-la-Treille de Lille en 1889. Il est ensuite agréé pour les travaux des communes, hospices et établissements publics du département du Nord en 1897. En 1920, il prend dans son agence l'architecte suisse Charles-Paul Serex, qui devient son associé en 1930.

## Style
Au cours d'une première période, le style déployé par Paul Vilain conjugue le néo-gothique monumental et un fonctionnalisme issu de l'enseignement de Louis Cloquet. Après la Première Guerre mondiale, il évolue vers des formules plus modernes avec l'utilisation du béton qui le portent vers un style Art déco.

### Architecture religieuse
- Carmel de Saint-Omer (1891-1892)
- Abbaye Notre-Dame de Wisques (1891-1898)[2]
- Abbaye Notre-Dame d'Oosterhout (1905-1911)[3]
- Église Notre-Dame de Lourdes à Marquette-lez-Lille (1929-1932)[4]
- Église de la Sainte-Trinité à Louvroil (1929)[5]
- Église Saint-Pierre de Sainghin-en-Weppes (1926-1931)
- Église Notre-Dame-des-Fièvres d'Halluin (1928-1931)[6]
- Ensemble paroissial du Sacré-Cœur à Marcq-en-Barœul (1927-1929). L'église a été détruite en 1985[7].
- Grand séminaire de Lille (1929-1931)[8]

### Architecture civile
- Pensionnat Blanche de Castille à Lille
- Institut catholique des arts et métiers de Lille
- Pensionnat Saint-Pierre à Lille (1886-1887)
- Pensionnat des Dames bénédictines de Boulogne-sur-Mer (1889-1891)
- Orphelinat de Saint-Jans-Cappel
- Maison de retraite de l'Ave Maria de Wardrecques
- Pensionnat de Saint-Joseph de L'Écluse
- École d'agriculture de Genech (1925)
- Pensionnat de la Croix-Blanche de Bondues (1926)
- Cité-jardin de la rue Saint-Luc à Saint-Maurice Pellevoisin (1928)
- Institution Notre-Dame à Lille (1929-1931)
- École Sainte-Thérèse de Lambersart (1931)

### Chantiers
- Cathédrale Notre-Dame-de-la-Treille de Lille (1889-1933)[9]